# Man with the Screaming Brain
Man with the Screaming Brain es una película de ciencia ficción/slapstick estrenada el 2005, dirigida, escrita y protagonizada por Bruce Campbell. Es el primer largometraje dirigido por Campbell. La película fue escrita además por David Goodman. 
Man with the Screaming Brain fue filmada en Bulgaria debido a su bajo costo de producción. Fue financiada en parte por Sci Fi, donde fue emitida por primera vez en televisión el 25 de septiembre de 2005. Fue estrenada el 3 de abril de 2005 en el IHouse en Philadelphia, PA. Iba a ser supuestamente emitida en el Broadway Theater de Pitman, NJ, sin embargo el teatro quedó en bancarrota antes. Bruce mostró la película aprovechando la gira de su libro en verano del 2005.
Dark Horse Comics publicó el cómic basado en la película.

## Trama
William Cole (Bruce Campbell) es el CEO de una compañía farmacéutica estadounidense que viaja a Bulgaria debido a intereses financieros. Cole es el estereotipo de un estadounidense que se queja constantemente de las diferencias entre su país y el que visita. Es acompañado en el viaje por su esposa, Jackie (Antoinette Byron). Cole contrata a un conductor de taxi (antiguo agente de la KGB) llamado Yegor (Vladimir Kolev) para movilizarse durante su estadía. Cole le pide a Yegor alguna joya para regalarle a su esposa, y él le vende un anillo de diamantes.
Posteriormente, Cole y su esposa tienen una pelea, y ella termina teniendo sexo con Yegor. Tras esto, Cole es sorprendido besando a la mucama del hotel, la gitana Tatoya (Tamara Gorski), exnovia de Yegor. Tatoya le roba a Cole su dinero y el anillo que pensaba entregarle a su esposa (el anillo pertenecía a Tatoya). Él la persigue, y la gitana lo golpea en la cabeza, dejándolo en coma. Yegor presencia el asesinato, y Tatoya lo mata con su propia arma.
El doctor Ivan Ivanov (Stacy Keach) y su asistente, Pavel (Ted Raimi) estaban desarrollando una droga anti inhibitoria, y trataron de llamar la atención de Cole. Obtuvieron los cuerpos de Cole y Yegor reemplazando las partes dañadas del cerebro de William, por las de Yegor. Durante el resto de la película, Cole tiene una gran cicatriz en su frente debido a la cirugía.
Cuando despierta, Cole descubre que no está solo en su cerebro: ve su propia muerte desde el punto de vista de Yegor, y comienza a oír a Yegor en su mente. Trabajando juntos los dos deciden buscar venganza por su muerte. Mientras tanto, Jackie Cole busca venganza también. Sin embargo, Tatoya arroja a Jackie por unas escaleras, matándola. Ivanov y Pavel obtienen el cuerpo, esta vez trasplantando su cerebro al cuerpo de un robot.
Jackie y Cole/Yegor persiguen a Tatoya a través del pueblo. Cole/Yegor finalmente la mata, justo cuando las baterías de Jackie se descargan. Cole/Yegor se desmaya tras hablar con Jackie antes de su muerte. Pavel lleva los tres cuerpos hacia Ivanov. La película termina con Cole vivo, de vuelta en Estados Unidos. Su esposa Jackie también está viva, aparentemente su cerebro fue trasplantado al cuerpo de Tatoya.